# Кароліна Паскуаль
Кароліна Паскуаль Грасіа (17 червня 1976, Оріуела, Іспанія) — іспанська гімнастка (художня гімнастика). Срібна призерка Олімпійських ігор у Барселоні (1992).

## Біографія
Кароліна Паскуаль народилася в Оріуелі, Аліканте, Іспанія. Спочатку вона займалася балетом, але у сім років, маючи чудові здібності до художньої гімнастики (помічені викладачами під час занять балетом), перейшла у спорт. Оскільки в її місті не було клубу з художньої гімнастики, мати возила Кароліну на тренування в Мурсію (Escuela de Competición). Пізніше Паскуаль займалася у клубі Club Atlético Montemar (Аліканте).
У 1990 році Кароліна вперше виступила на чемпіонаті Європи, де завоювала бронзову медаль у командних змаганнях. У 1992 році Паскуаль посіла друге місце на Олімпійських іграх в Барселоні (перемогу здобула представниця Об′єднаної команди Олександра Тимошенко).
В одному з інтерв′ю Кароліна зазаначила, що її кумиром в художній гімнастиці була Оксана Костіна.

## Досягнення

### Олімпійські ігри
1992: друге місце

### Чемпіонати світу
1991: третє місце (команда)
1993: друге місце (клуби)

### Чемпіонати Європи
1990: третє місце (команда)
1992: третє місце (команда)
1993: друге місце (клуби), третє місце (стрічка), третє місце (особисті)